# 韓寶凜
韓寶凜（韓語：한보름，1987年2月12日—），韓國女演員。出道時是以本名金寶凜（김보름）進行演藝活動，現在採用藝名韓寶凜。2011年以KBS電視劇《Dream High》出道，在劇中飾演女學生夏小賢一角，並在同年出演喜劇電影《致命一擊》。

## 演出作品

### 電視劇
- 2011年：KBS《Dream High》飾演 夏小賢
- 2013年：MBC《金子輕鬆出來吧》飾演 李美娜
- 2013年：SBS《主君的太陽》飾演 車熙珠/漢娜
- 2013年：MBC《Drama Festival－搜查部班長－保護王祖賢》飾演 王由美（王祖賢）
- 2014年：SBS《Modern Farmer》飾演 韓宥娜
- 2015年：KBS《全都會好的》飾演 琴靜恩
- 2016年：tvN《打架吧鬼神》飾演 Miz(鬼)
- 2017年：KBS《Go Back夫婦》飾演 尹寶蘭
- 2018年：OCN《那個男人 吳秀》
- 2018年：OCN《小神的孩子們》飾演 嚴妍花
- 2018年：tvN《阿爾罕布拉宮的回憶》飾演 高宥拉
- 2019年：MBN《Level Up》飾演 沈妍華
- 2020年：KBS《Oh！三光公寓！》飾演 張瑞雅
- 2021年：tvN《High-class》飾演 韓昭希
- 2022年：JTBC《Insider》飾演 安妮
- 2023年：SBS《7人的逃脫》飾演 盧坪喜
- 2024年：JTBC《绝佳的解决士》飾演 崔罗熙
- 2024年：KBS《醜聞》飾演 白雪娥／朴珍景

### 電影
- 2011年：《致命一擊》饰演 真雅
- 2013年：《夜之女王》饰演 玫瑰
- 2015年：《奪命旅行》
- 2015年：《海明威》饰演 李丽嫣
- 2022年：《狎鷗亭報告》饰演 韩妃

### 綜藝節目
- 2019年4月13日-9月7日：tvN《傻瓜們的監獄生活》

### MV
- 2010年：Outsider《邊緣人》
- 2011年：金賢重《Lucky Guy》

## 外部連結
- 韓寶凜的Instagram帳戶
- YouTube上的韓寶凜頻道
- 韓寶凜在NAVER上的资料
- 韓寶凜在Daum上的资料